# Murina puta
Murina puta là một loài động vật có vú trong họ Dơi muỗi, bộ Dơi. Loài này được Kishida mô tả năm 1924.